# Windows DNA
Windows DNA — сокращение от Windows Distributed interNet Applications Architecture (рус. Windows-архитектура распределённых интернет-приложений) — маркетинговое название набора технологий Microsoft, обеспечивающих совместную работу Windows-платформы и Internet-приложений. К ключевым технологиям DNA относятся ActiveX, Dynamic HTML (DHTML) и COM. Значительная часть функциональности Windows DNA была замещена более новой платформой Microsoft .NET Framework, из-за чего Microsoft отказалась от дальнейшего использования этого названия. Для обеспечения поддержки веб-приложений Microsoft пыталась добавить функциональность интернет-приложений в свою операционную систему при помощи технологии COM. Недостатком данного метода стала излишняя сложность разработки веб-приложений с использованием технологии COM. Основной причиной сложности было требование Windows DNA об использовании большого числа языков и технологий.